# Khamica Bingham
Khamica Bingham (North York, 15 giugno 1994) è una velocista canadese.

## Record nazionali
- Staffetta 4×100 metri: 42"60 ( Pechino, 29 agosto 2015) (Crystal Emmanuel, Kimberly Hyacinthe, Isatu Fofanah, Khamica Bingham)

## Palmarès
| Anno | Manifestazione          | Sede              | Evento            | Risultato  | Prestazione | Note                                             |
| ---- | ----------------------- | ----------------- | ----------------- | ---------- | ----------- | ------------------------------------------------ |
| 2011 | Mondiali allievi        | Villeneuve-d'Ascq | 100 m piani       | 5ª         | 11"71       |                                                  |
| 2011 | Mondiali allievi        | Villeneuve-d'Ascq | 200 m piani       | Semifinale | 23"89       |                                                  |
| 2011 | Mondiali allievi        | Villeneuve-d'Ascq | Staffetta svedese | Bronzo     | 2'05"72     |                                                  |
| 2012 | Mondiali juniores       | Barcellona        | 100 m piani       | 4ª         | 11"46       |                                                  |
| 2012 | Mondiali juniores       | Barcellona        | 4×100 m           | Batteria   | dq          |                                                  |
| 2013 | Universiadi             | Kazan'            | 100 m piani       | Semifinale | 11"78       |                                                  |
| 2013 | Mondiali                | Mosca             | 4×100 m           | 6ª         | 43"28       |                                                  |
| 2014 | World Relays            | Nassau            | 4×100 m           | 9ª         | 43"33       | Miglior prestazione personale stagionale         |
| 2014 | Giochi del Commonwealth | Glasgow           | 100 m piani       | 7ª         | 11"37       |                                                  |
| 2014 | Giochi del Commonwealth | Glasgow           | 4×100 m           | 4ª         | 43"33       | Miglior prestazione personale stagionale         |
| 2015 | World Relays            | Nassau            | 4×100 m           | 6ª         | 42"85       | Record nazionale · Miglior prestazione personale |
| 2015 | Giochi panamericani     | Toronto           | 100 m piani       | 6ª         | 11"13       |                                                  |
| 2015 | Giochi panamericani     | Toronto           | 4×100 m           | Bronzo     | 43"00       |                                                  |
| 2015 | Mondiali                | Pechino           | 100 m piani       | Batteria   | 11"30       |                                                  |
| 2015 | Mondiali                | Pechino           | 200 m piani       | Semifinale | 23"02       |                                                  |
| 2015 | Mondiali                | Pechino           | 4×100 m           | 6ª         | 43"05       |                                                  |
| 2016 | Giochi olimpici         | Rio de Janeiro    | 100 m piani       | Semifinale | 11"41       |                                                  |
| 2016 | Giochi olimpici         | Rio de Janeiro    | 4×100 m           | 6ª         | 43"15       |                                                  |
| 2019 | World Relays            | Yokohama          | 4×100 m           | Batteria   | dq          |                                                  |
| 2019 | Giochi panamericani     | Lima              | 4×100 m           | Argento    | 43"37       | Miglior prestazione personale stagionale         |
| 2021 | Giochi olimpici         | Tokyo             | 100 m piani       | Semifinale | 11"22       |                                                  |
| 2022 | Mondiali                | Eugene            | 100 m piani       | Batteria   | 11"30       |                                                  |
| 2022 | Mondiali                | Eugene            | 4×100 m           | Batteria   | 43"09       |                                                  |
| 2022 | Campionati NACAC        | Freeport          | 100 m piani       | 8ª         | 11"44       |                                                  |
| 2023 | Mondiali                | Budapest          | 100 m piani       | Batteria   | 11"29       |                                                  |